# Carnival of Souls (Album)
Carnival of Souls ist das 17. Studioalbum der US-amerikanischen Hard-Rock-Band Kiss. Es wurde bereits 1995 produziert, das Label brachte die CD jedoch erst 1997 auf den Markt. Die Auskopplung Jungle gelangte in die US-amerikanischen Top Ten. Das Album gehört jedoch zu den beiden von insgesamt 20 Studioalben, die weder den Platin- noch den Goldstatus erreichten.

## Entstehungsgeschichte

### Einordnung in den musikalischen Hintergrund
Das 1992er-Album Revenge beendete die lange Phase der 1980er Jahre. Die LP hörte sich nicht an wie ihre unmittelbaren Vorgängeralben, sie war wieder deutlich härter und erinnert an den Richtungswechsel von 1982 mit Creatures of the Night, mit dem Revenge häufig verglichen wird. So sind annähernd alle Stücke klassischer Hard Rock mit einem wohldosierten Maß an zackiger Heaviness und einem satten Sound, in denen harte Gitarrenriffs dominieren.
Auf dem Album Carnival of Souls experimentierten Kiss mit Grunge und einer düsteren Hardrock-/Heavy-Metal-Melange. Das Album klingt moderner und songtechnisch konstruktiv und verfolgt ein zeitgemäßes Stilkonzept im halbharten Midtempo-Bereich. Sowohl der Gesang als auch die instrumentale Musik sind insgesamt vergleichsweise langsam, langatmig, tieftönig und mitunter schwermütig.

### Entstehung und Ergebnis
Das Album wurde zwischen November 1995 und Februar 1996 produziert, kam aber erst 1997 auf den Markt. Hintergrund war die Wiedervereinigung der Gruppe. Die Urbesetzung war in den frühen 1980er Jahren auseinander gefallen: Peter Criss hatte die die Gruppe 1980 verlassen, Ace Frehley 1982. Die verbliebenen Originalmitglieder und treibenden Kräfte der Band, Paul Stanley und Gene Simmons, hatten neue Musiker engagiert und waren ab 1983 nur noch ohne ihr klassisches Make-up aufgetreten. 1995 luden Kiss die ehemaligen Mitglieder zu einer MTV-Unplugged-Show ein, in der die damals aktuelle Besetzung zusammen mit den ausgeschiedenen Gründungsmitgliedern Criss und Frehley spielten. Daraus entwickelte sich die Idee, wieder gemeinsam als geschminktes Original-Line-up aufzutreten und vorwiegend altes Material aus den 1970er Jahren zu spielen. In dieser Zeit der Reunion erschien der Plattenfirma das Herausgeben des Albums Carnival of Souls unzeitgemäß. Denn die Band war auf dem Album nicht in der seinerzeit aktuellen Originalbesetzung zu hören und die Konzerte gab die Band in der geschminkten Originalbesetzung. Entsprechend verhalten waren die Reaktionen der Anhängerschaft und der Käufer, obgleich die Produktion als musiktechnisch hochwertig gilt.
Die Musik selbst ist eine düstere Hard-Rock-/Heavy-Metal-Melange mit Elementen der Grunge-Musik. Sowohl der Gesang als auch die instrumentale Musik sind insgesamt vergleichsweise langsam, langatmig, tieftönig und mitunter schwerfällig. Die Songtexte sind großteils nihilistisch und von negativer Grundstimmung geprägt, bedeutender Inhalt sind unter anderem die dunklen Seiten der menschlichen Psyche.
Auf diesem Album singt neben den Frontmännern Stanley und Simmons auch Leadgitarrist Bruce Kulick. Seit dem Weggang der Gründungsmitglieder Peter Criss und Ace Frehley war eine dritte Stimme auf den Alben äußerst selten geworden. (Lediglich Eric Carr hatte Leadvocals gesungen für die Beth-Version auf der Compilation Smashes, Thrashes & Hits von 1988 sowie beim Song Little Caesar auf dem '89er Album Hot in the Shade.) Insgesamt war der zuvor eher unauffällige Bruce Kulick an den Aufnahmen dieses Albums wesentlich eingebunden, da er sich in beträchtlichem Umfang am Songwriting beteiligte und fast alle Gitarrenparts einspielte.
Sänger und Rhythmusgitarrist Paul Stanley sagt zu Entstehen und Ergebnis des Albums: „Ich war, ehrlich gesagt, dagegen, so ein Album aufzunehmen, doch es gibt in einer Band auch Zeiten, in denen man sich stillschweigend fügt oder nachgibt, weil ein anderer aus der Band es unbedingt machen will. […] Für mich war das nichts weiter als ein Versuch, etwas zu schaffen, was in meinen Augen ein reiner Fehltritt war.“
Produzent Toby Wright sagt über die Entstehung: „Kiss wollten kein fröhliches Album machen. Zu der Zeit war düsterer Grunge der neueste Trend. […] Sie wollten dunkler, härter und aggressiver klingen. […] Rückblickend muss ich sagen, dass das Album stilistisch etwas konfus geraten ist. Der Sound ist hervorragend, doch über die Musik lässt sich streiten. Manche mögen es, manche nicht. Ich wünschte, ich hätte mir für die Arbeit an einigen Songs mehr Zeit genommen, denn wir hielten uns nicht sehr lange daran auf.“ In einem Rückblick auf das Album im Jahr 2012 relativierte er diese Aussage und sagte, Carnival of Souls sei „eine der besten Arbeiten von Kiss“ gewesen: „Ich habe dieses Album wirklich geliebt, und ich bin der Meinung, es ist eine ihrer besten Arbeiten, weil es eine interessante Seite ihres Songwritings zeigt.“
Leadgitarrist Bruce Kulick äußert sich zum Ergebnis so: „Wegen der Reunion-Tour sollte das Album so etwas wie ‚The Elder II‘ werden, denn die Plattenfirma ruinierte jede noch so kleine Chance, die die Platte gehabt hätte. Sie ließen sie untergehen, indem sie nicht so viel Promotion dafür machten.“
Schlagzeuger Eric Singer formuliert seine Sicht über das Ergebnis so: „Wäre es das Album einer anderen Band, würde ich sagen, es ist ziemlich cool, doch wenn ich es mir so anhöre, denke ich: ‚Das sind doch nicht Kiss!‘ Das ist vielleicht Rockmusik, doch weit entfernt vom wahren Rock ’n’ Roll.“

## Titelliste
1. Hate – 4:36 (Gesang: Gene Simmons; Text und Musik: Gene Simmons, Scott Van Zen, Bruce Kulick)
2. Rain – 4:46 (Gesang: Paul Stanley; Text und Musik: Paul Stanley, Bruce Kulick, Curtis Cuomo)
3. Master & Slave – 5:00 (Gesang: Paul Stanley; Text und Musik: Paul Stanley, Bruce Kulick, Curtis Cuomo)
4. Childhood’s End – 4:20 (Gesang: Gene Simmons; Text und Musik: Gene Simmons, Tommy Thayer, Bruce Kulick)
5. I Will Be There – 3:49 (Gesang: Paul Stanley; Text und Musik: Paul Stanley, Bruce Kulick, Curtis Cuomo)
6. Jungle – 6:49 (Gesang: Paul Stanley; Text und Musik: Paul Stanley, Bruce Kulick, Curtis Cuomo)
7. In My Head – 4:00 (Gesang: Gene Simmons; Text und Musik: Gene Simmons, Scott Van Zen, Jaime St. James)
8. It Never Goes Away – 5:42 (Gesang: Paul Stanley; Text und Musik: Paul Stanley, Bruce Kulick, Curtis Cuomo)
9. Seduction of the Innocent – 5:16 (Gesang: Gene Simmons; Text und Musik: Gene Simmons, Scott Van Zen)
10. I Confess – 5:23 (Gesang: Gene Simmons; Text und Musik: Gene Simmons, Ken Tamplin)
11. In the Mirror – 4:26 (Gesang: Paul Stanley; Text und Musik: Paul Stanley, Bruce Kulick, Curtis Cuomo)
12. I Walk Alone – 6:07 (Gesang: Bruce Kulick; Text und Musik: Bruce Kulick, Gene Simmons)

## Charterfolge
Das Album erreichte in keinem Land die Top 10.
Eine Auskopplung gab es im deutschsprachigen Raum nicht. In den USA gelang mit der Single Jungle – einem melodischen, musikalisch herausragenden und textlich düsteren Stück – ein großer Erfolg. In den US-amerikanischen Charts erreichte das Lied Platz 8 und wurde im Metal Edge Reader’s Choice Poll zum Song of the Year 1997 gewählt.

## Kritiken
- Rock Hard meinte 1997: „Noch deutlicher als auf der '92er ‚Revenge‘-Single ‚Unholy‘ zeigen sich Kiss von einer düsteren Seite, die eine überraschende Post-Grunge-Atmosphäre verbreitet. […] Auch kritische Zeitgenossen müssen neidlos anerkennen, dass Kiss selbst auf ungewohntem Terrain eine mehr als passable Figur abgeben.“[2]
- Metal Hammer meinte 1997: „‚Carnival of Souls‘ zeigt Kiss erstaunlich innovativ, präsentiert moderne Metalelemente und dürfte Fans, die auf die Hit-orientierte Glamepoche der Siebziger schwören, ziemlich schwer im Magen liegen. Die zwölf Tracks verfolgen ein zeitgemäßes Stilkonzept, aufgelockert durch vereinzelte balladeske Klänge und halbharten Midtemporockern.“[4]
- Audio meinte 1997: „Handwerklich korrekt, aber reichlich uninspiriert bedient sich das Quartett gängiger Grunge-, Rock- und Metal-Klischees. Nicht unerträglich, aber überflüssig.“[14]
- Coupe meinte 1997: „Knallharte Rock-Rhythmen, für jeden Headbanger das Höchste. Mit Titeln wie ‚Master & Slave‘ werden Kiss zwar nicht die Charts, dafür aber die Herzen vieler erobern. Fazit: Power-Rock, der die Wände wackeln lässt!“[15]
- Break Out meinte 1997: „Die Songs, alle im Midtempo-Bereich gehalten, lassen jegliches Feuer vermissen, wirken lieblos zusammengeschustert und besitzen einen gegen Null tendierenden Wiedererkennungswert. […] ‚Carnival of Souls‘ dürfte locker als miesestest Werk in der Geschichte der Schock-Rocker eingehen.“[16]
- Good Times meinte 1997: „Mal im Zeitlupen-Schafspelz (‚It Never Goes Away‘), mal grotesk entstöpselt (‚I Will Be There‘), überraschen die Midlife-Langhaarigen ab und an gar mit ausgefeiltem Songwriting (‚Childhood’s End‘), astreinen Balladen (‚Seduction of the Innocent‘) und verblüffenden Intros (‚I Confess‘). Einfach zuhören! Das Album ist besser – und amüsanter! –, als es die rockmusikalisch korrekte Rezensenten-Einheitsfront zugeben wird.“[17]
- Musik Express meinte 1997: „Und genau so klingt das Material denn auch: zweitklassig. Uninspirierter Poser-Metal mit einfältigen Melodien, dümmlichen Texten und plakativen Songtiteln wie ‚Hate‘, ‚Master & Slave‘ oder ‚Seduction of the Innocent‘.“[18]
- Rennbahn Express meinte 1997: „Es ist nicht nur musikalisch etwas Neues, diese CD ist wieder einmal ein Meilenstein von der Kult-Band Kiss.“[19]
- Visions meinte 1997: „Dies hier ist ein Alternative-Rock-Album, das seine Urheber nur in seltenen Augenblicken preisgibt […] Doch wenn man bedenkt, dass ‚Carnival of Souls‘ immerhin das 30. Kiss-Album darstellen soll, bleibt es schlichtweg eine Unverschämtheit.“[20]
- Rock Box meinte 1997: „Vielmehr präsentiert sich die Band völlig anders, moderner, songtechnisch konstruktiver, 90'er-kompatibel.“[3]
- Fachblatt meinte 1998: „Unter all den Alben der amerikanischen Kult-Rocker rangiert ‚Carnival of Souls‘ auf einem Abstiegsplatz. Die Band versuchte, aktuelle Trends in ihren Sound zu integrieren, doch das ging kräftig daneben – die Songs wirken gezwungen und krampfhaft.“[21]